# Schwansen

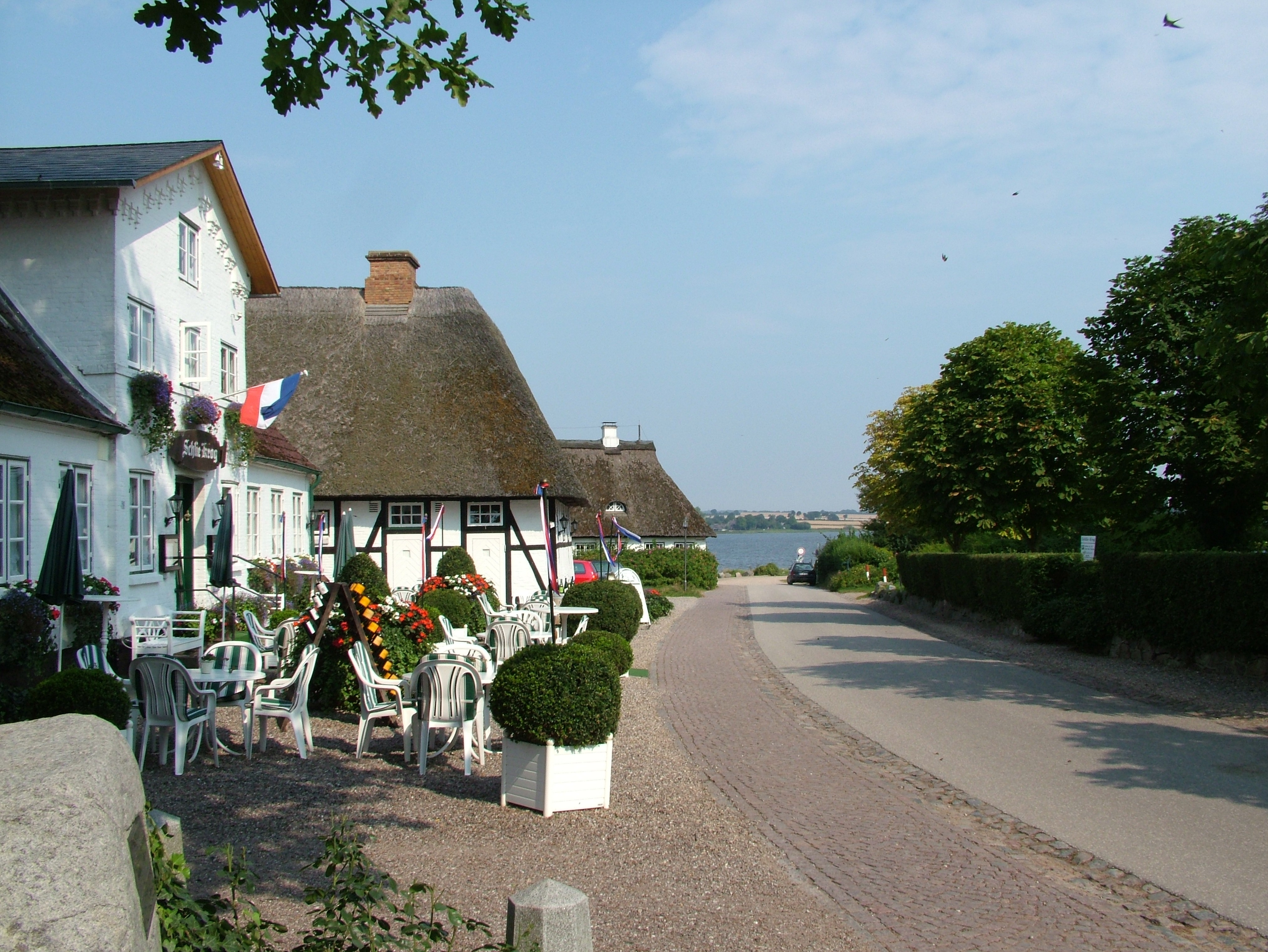
Sieseby an der Schlei

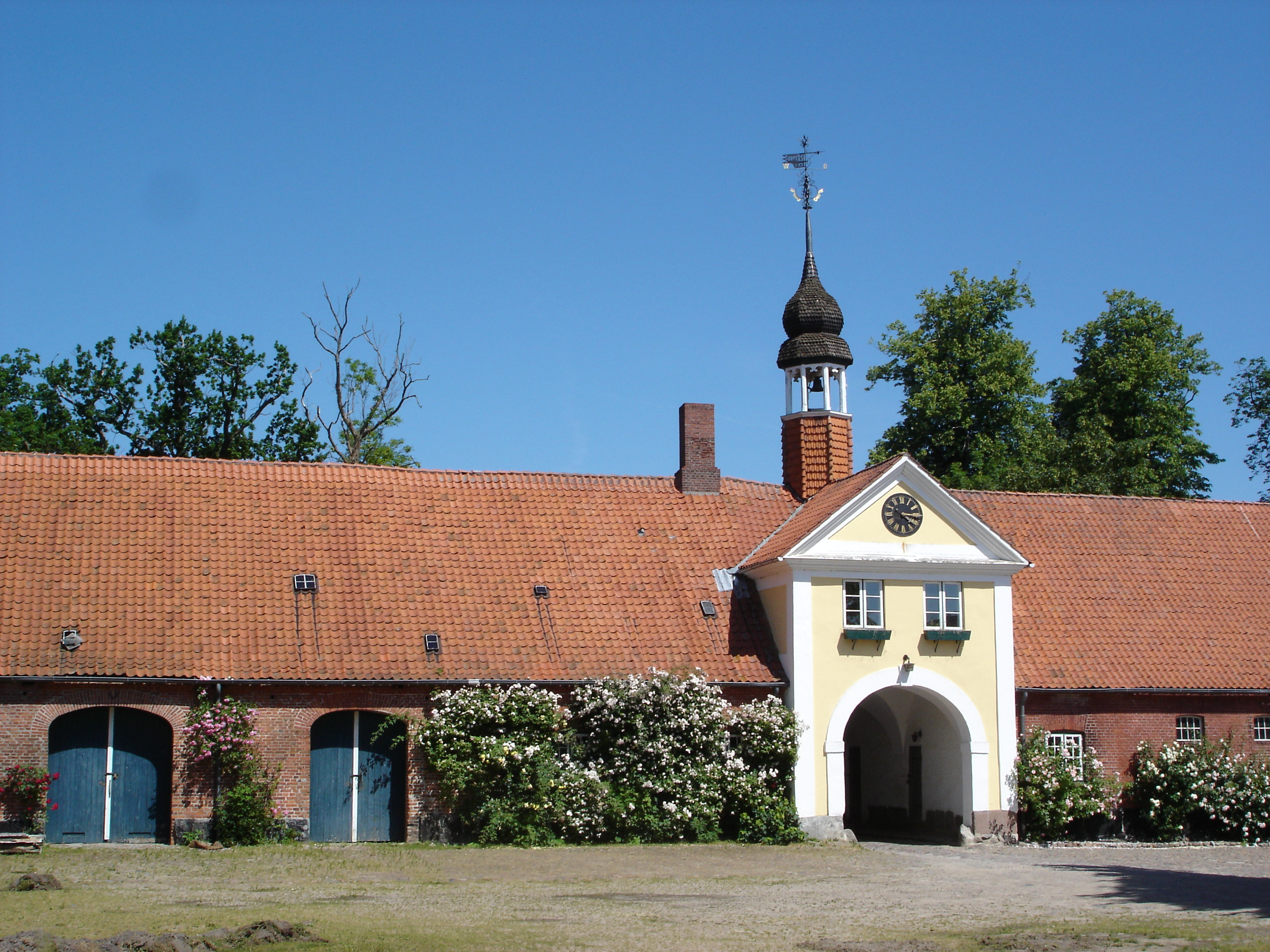
Torhaus Gut Damp

Die Landschaft Schwansen (dänisch: Svans oder Svansø) ist eine Halbinsel im Norden Schleswig-Holsteins (im Landesteil Schleswig) zwischen Schlei und Eckernförder Bucht. Im Nordosten, jenseits der Schlei, liegt die Stadt Kappeln, im Süden Eckernförde. Beide Städte werden seit 1972 durch die Schwansenstraße (B 203) verbunden. Schwansen umfasst 13 Gemeinden des Amtes Schlei-Ostsee, die zur Stadt Kappeln gehörenden ehemaligen Gemeinden Kopperby und Olpenitz, den zur Gemeinde Kosel gehörenden Ort Bohnert sowie den nördlichen Teil von Eckernförde. Hauptort der Harde und des späteren Amtes Schwansen war Rieseby. Die Halbinsel hat ca. 28.000 Einwohner (davon 10 660 im Eckernförder Anteil).

## Grenzen

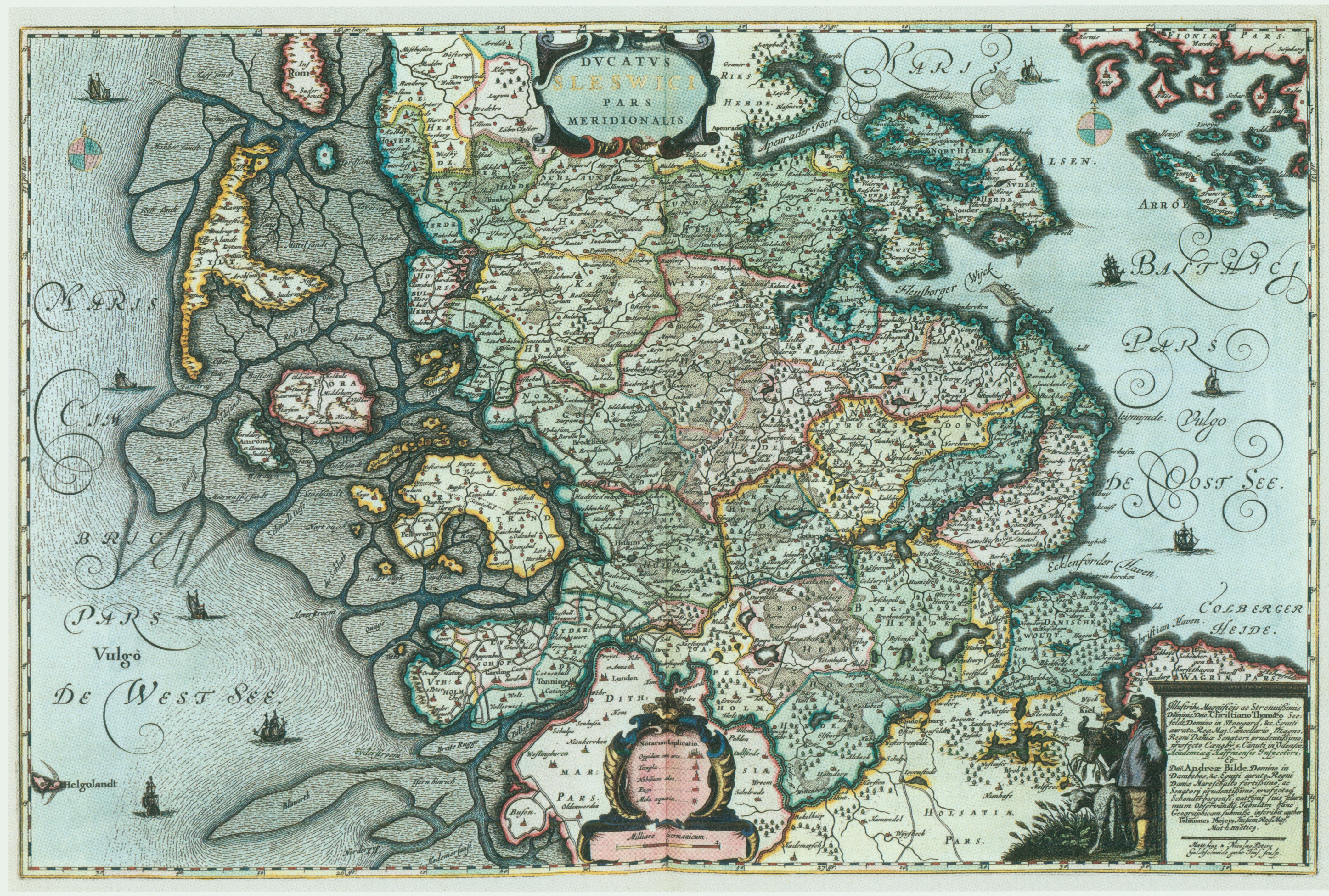
Eine Karte Johannes Mejers mit Markierung der Grenze Schwansens zur Bergharde (=Hüttener Harde) auf Höhe Kosel-Windebyer Noor

Schwansen wird im Osten von der Eckernförder Bucht, im Westen und Norden von der Schlei umgrenzt. Allein die Landgrenze ist strittig. Auf einzelnen Landkarten des Kartographen Johannes Mejer vom Herzogtum Schleswig aus der Mitte des 17. Jahrhunderts wird die Kolholmer bzw. Koseler Au (mit einer gedachten Linie aus der Nähe Barkelsbys entweder zum Eckernförder Lachsenbach (Landtcarte uom dem Dænischen Walde, 1652), zum Möhlwischbach oder zur ehemaligen Gemeindegrenze zwischen Eckernförde und Borby hin (Carte Von den Lándern Anglen Und Schwansen, 1649)) als Grenze der Riesebyharde angegeben, die allerdings eher politischer denn geographischer Natur ist. Ihre Südgrenze veränderte sich zudem im Laufe der Jahrhunderte mehrmals – beispielsweise gehörte Borby zuletzt der Hüttener Harde und der Eckernförder Harde an.
Der Kolhomer-Au-Linie folgen bis heute viele Publikationen auch zur geographischen Bestimmung der Südgrenze. Nach dieser Definition liegen allerdings Orte, die allgemein und auch historisch als Schwansener Gebiet gelten, fast ausschließlich oder teilweise außerhalb desselben. Das betrifft vor allem Kosel, teilweise ebenso Barkelsby und Gammelby. Auch der heutige Eckernförder Stadtteil Borby gehört demnach ganz (ehemalige Gemeindegrenze), teilweise (Lachsenbach-Grenze) oder gar nicht (Möhlwischbach-Grenze) dazu.
Nicht zu übersehen zur Südgrenzenbestimmung ist eine Kette von Seen zwischen Eckernförde und Missunde, die einer Perforation ähnlich die Halbinsel abzutrennen scheinen. Dazu gehören unter anderen das Windebyer Noor, der Große Schnaaper See, der Bültsee und der Langsee.
Als  weitest definierte Südgrenze Schwansens gilt der Osterwall, ein Teilstück des Danewerks zwischen dem Windebyer Noor und der Osterbek hin zur Schlei beim Fleckebyer Ortsteil Götheby-Holm. Ähnlich sieht es Wilhelm Bronnmann, der sich auf Uwe Bonsen beziehend in seinem Buch über Schwansen die Südgrenze von der Großen Breite der Schlei aus über den Holmer See bei Götheby-Holm, den Großen Schnaaper See und das Windebyer Noor (ab Schnaap) zieht. Auch Jens Peter Trap zog 1864 die Südgrenze zwischen dem Windebyer Noor und der Großen Breite der Schlei, die Osterbek mit eingeschlossen.
Ein dialektaler Aspekt kommt hinzu, die Südgrenze Schwansens in etwa auf der Osterwall-Linie zu definieren: der in Schwansen gesprochene Unterdialekt des Niederdeutschen (Schwansener Platt) endet nach Otto Mensing auf einer „Linie von Schnaap am Windebyer Noor nördl. von Kochendorf nach Holm am Wesen-(Louisenlunder-) Noor“.
Nach den weiten Abgrenzungsdefinitionen wie der Ostwall- oder der Bonsen-Linie liegen sämtliche nördlich einer Linie Eckernförder Bucht – Eckernförder Stadthafen – Windebyer Noor gelegenen Stadtteile Eckernfördes in Schwansen, des Weiteren kleinere Gebiete der Gemeinden Fleckeby und Windeby.

## Geschichte

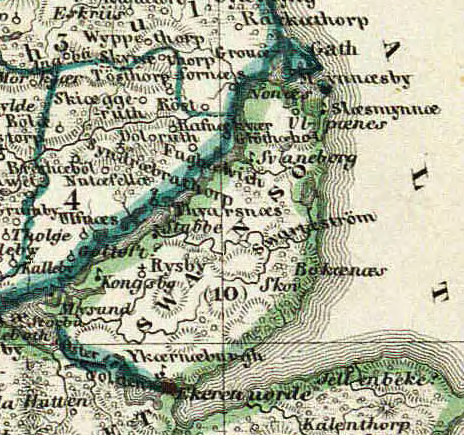
Schwansen zur Zeit Waldemars

Der Name leitet sich vermutlich vom Schwansener See in der Gemeinde Dörphof ab. Urkundlich erwähnt ist der Name bereits 1231 im Waldemar-Erdbuch als Swansø (dänisch: Schwanensee) und in einer Urkunde 1260 als Swansio. Swansø soll erst der Name des Schwansener Sees gewesen sein, später dann des Kirchspiels Karby und schließlich die Benennung der ganzen Halbinsel.

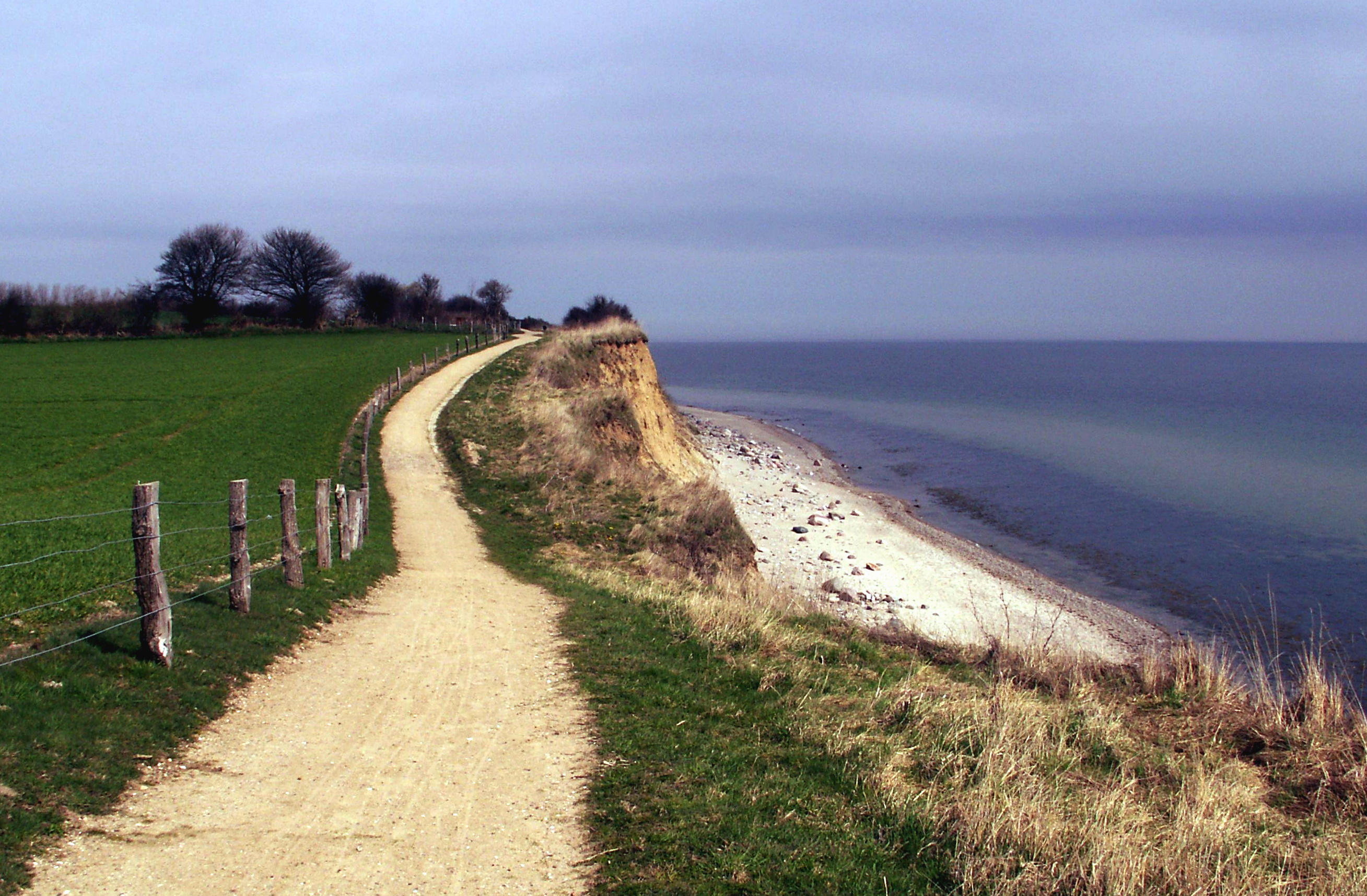
Steilküste bei Eckernförde

Das Gebiet wurde um 750 von Dänen und Jüten besiedelt, was sich, wie im benachbarten Angeln, an den zahlreichen Ortsnamen auf -by (≈ -dorf; z. B. Gammelby ≈ Altes Dorf), aber auch -torp, -toft und -mark ablesen lässt. Die Region zwischen Eider und Schlei war zeitweise zwischen Dänen und Deutschen umstritten. Im 10. Jahrhunderten war Schwansen vermutlich Teil der sächsischen Mark Schleswig (auch: Dänische Mark). Spätestens ab dem 13. Jahrhundert war es ein Teil des dänischen Gesamtverwaltungsgebietes Fræzlæt (Waldemar-Erdbuch). 1352 wird erstmals die Riesebyharde genannt. Im Süden zwischen Schlei und dem Windebyer Noor bei Eckernförde befand sich mit dem Osterwall ein Teilstück des Danewerks. An dessen östlichem Ende in Borby befand sich die Ykernaeburgh (dän. Egernborg : Eichhörnchenburg), die 1231 im Erdbuch von König Waldemar II. erwähnt wurde. Im 15. Jahrhundert errichtete der dänische König Erich von Pommern Wehranlagen wie die Schwonsburg und die Königsburg. Ab dem ausgehenden Mittelalter entstand in Schwansen eine ausgeprägte Gutswirtschaft mit befestigten adeligen Gütern, was die Einführung der Leibeigenschaft nach sich zog. Administrativ bildete die frühere Riesebyharde nun Schwansens Güterdistrikt, der zur Zeit der Landesteilung der Herzogtümer gemeinschaftlich von Gottorfer Herzögen und dänischen Königen regiert wurde.

## Sprachen
Schwansen ist ein traditionell mehrsprachiges Gebiet: Heute werden neben Hochdeutsch umgangssprachlich auch Dänisch (vor allem Sydslesvigdansk, eine Variante des Reichsdänischen) und Plattdeutsch (Schwansener Platt, ein Kleindialekt des Schleswigschen) gesprochen. Hochdeutsch ist die übliche Amtssprache, aber auch die beiden anderen Sprachen besitzen heute Amtssprachenstatus. Historisch reichte auch der Sprachraum des Südjütischen im Mittelalter bis an die Linie Eckernförde-Treene-Husum und wurde bis ins 19. Jahrhundert in der Varietät des Angeldänischen in Schwansen gesprochen.
Die Sprachenvielfalt bildet sich auch in den Orts- und Flurnamen Schwansens ab. So sind viele Ortsnamen dänischer Herkunft (v. a. -by für -dorf), jüngere Namen (insbesondere die der großen Gutshöfe) sind dagegen oft nieder- und hochdeutscher Herkunft. Viele dänische Namen wurden später eingedeutscht. Da der deutsche Einfluss sich hier früher geltend machte als im mittleren Schleswig und Angeln, fand der im jüngeren Dänisch vollzogene Wechsel von -torp zu -trup oder -rup durch Wechsel des r hier oft nicht mehr statt. Neben den dänischen und deutschen Formen werden in einzelnen Fällen auch noch ältere gemeingermanische Ortsnamen wie bei Bohnert oder Loose vermutet, die evtl. auf die Angeln zurückgehen.

## Infrastruktur und Denkmalschutz
Die sanft hügelige Endmoränenlandschaft mit Stränden und Steilküsten ist heute durch Gutswirtschaft geprägt. Die zahlreichen Höfe um die Herrenhäuser und Schlösser werden großteils von alteingesessenen adligen Familien betrieben, darunter die Herzöge von Schleswig-Holstein und Mecklenburg. Schwansen ist unter anderem bekannt für das unter Denkmalschutz stehende Dorf Sieseby (Gemeinde Thumby) an der Schlei und das Ostseebad Damp. Außer Damp besitzen weitere Gemeinden entlang der Ostseeküste eine touristische Infrastruktur. Bei Karlsminde (Gemeinde Waabs) befindet sich das größte der zahlreichen Hünengräber.

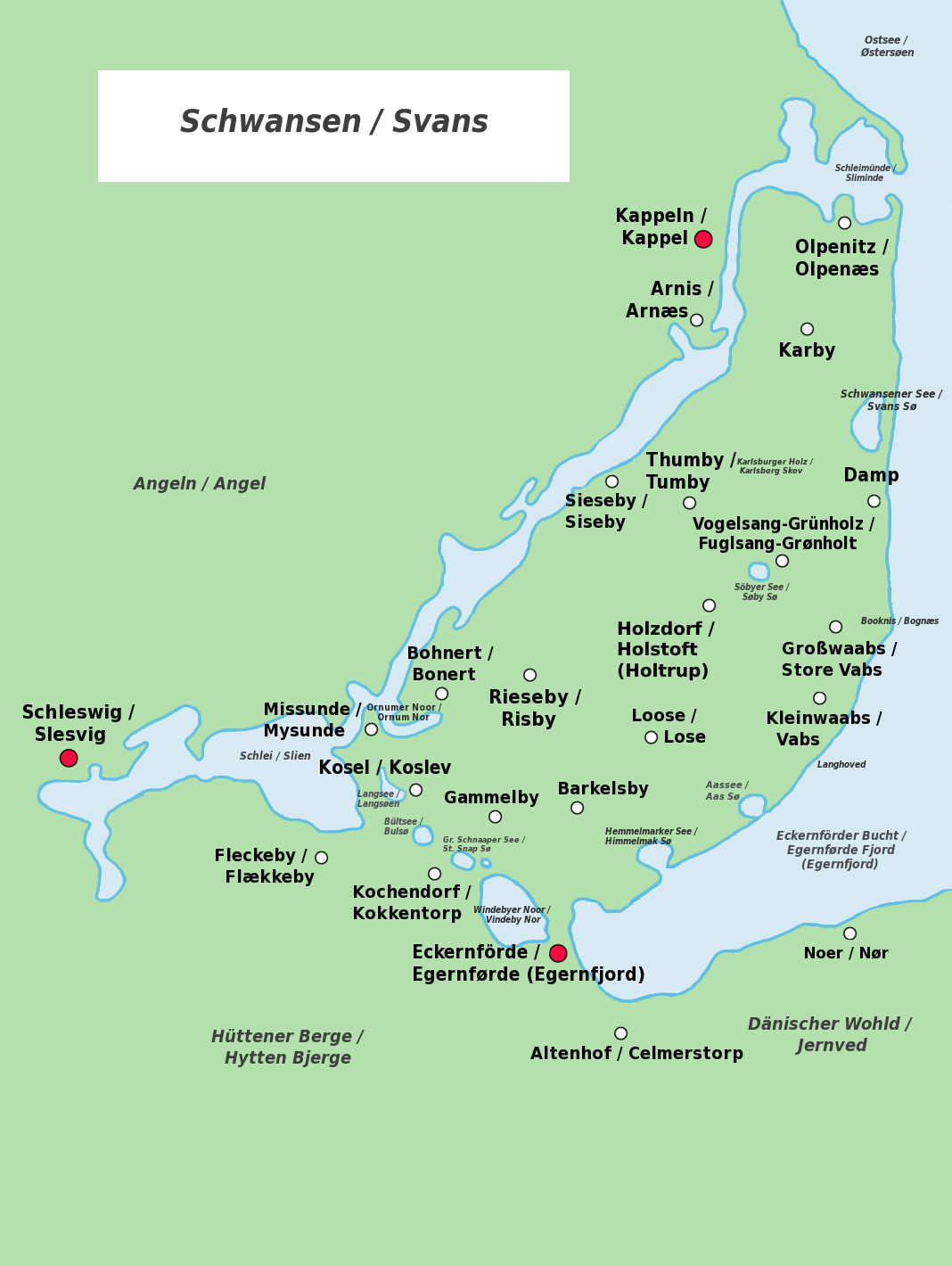
Größere Orte auf der Halbinsel Schwansen (in deutscher und dänischer Form)

## Ortschaften
- Gemeinde Barkelsby
- Gemeinde Brodersby
- Gemeinde Damp
- Gemeinde Dörphof
- Gemeinde Fleckeby (je nach Definition der Südgrenze nicht oder teilweise)
- Gemeinde Gammelby (je nach Definition der Südgrenze ganz oder teilweise)
- Gemeinde Holzdorf
- Gemeinde Karby
- Gemeinde Kosel (je nach Definition der Südgrenze ganz oder teilweise; OT Bohnert ganz)
- Gemeinde Loose
- Gemeinde Rieseby
- Gemeinde Thumby
- Gemeinde Waabs
- Gemeinde Windeby (je nach Definition der Südgrenze nicht oder teilweise)
- Gemeinde Winnemark
- Die Eckernförder Stadtteile nördlich von Bucht und Noor; Borby (je nach Definition der Südgrenze ganz, teilweise oder nicht), Carlshöhe, Grasholz mit Schnaap (je nach Definition der Südgrenze ganz oder nicht) und Louisenberg (ganz)
- Die Kappelner Stadtteile Olpenitz und Kopperby (Ellenberg)

### Vereine
- Heimatgemeinschaft Eckernförde